# Eclipta nais
Eclipta nais là một loài bọ cánh cứng thuộc họ Xén tóc. Loài này được Pierre-Émile Gounelle mô tả năm 1911.